# Jacopo da Verona

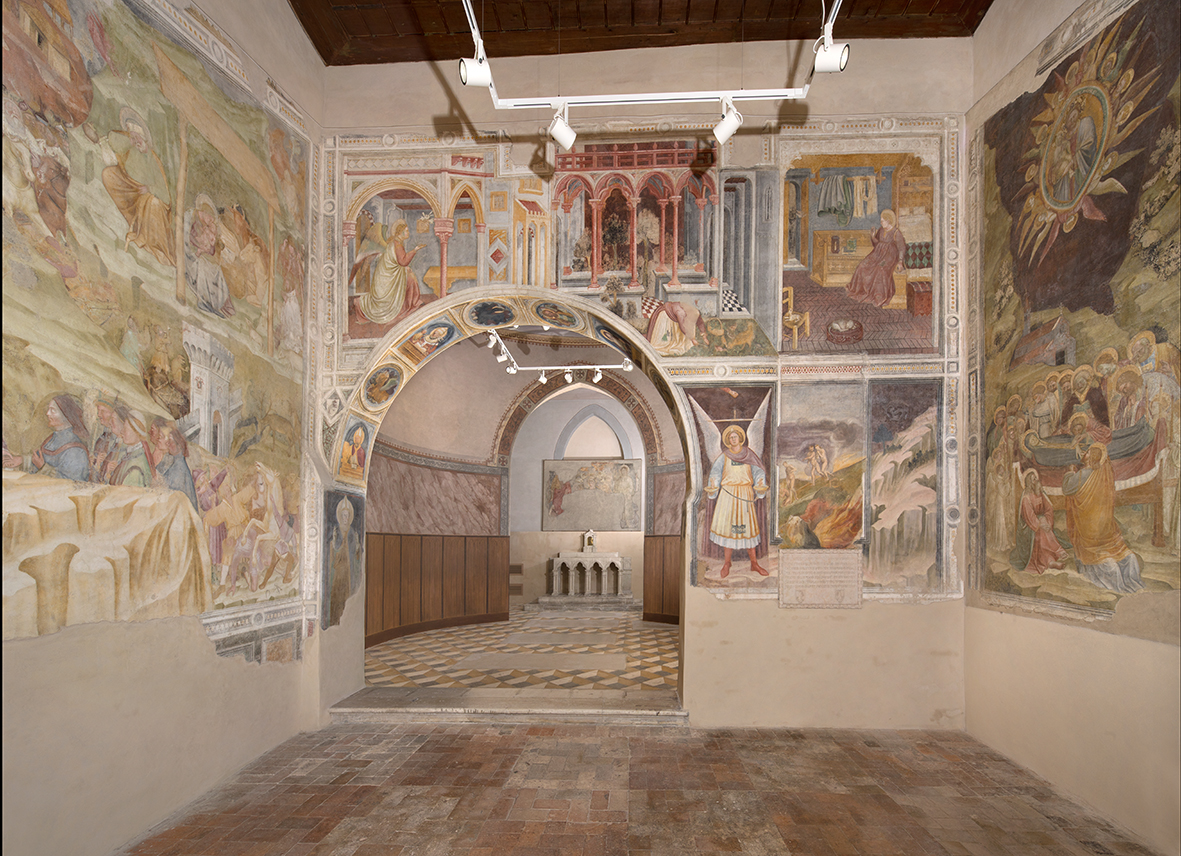
Padova, Oratorio San Michele

Jacopo da Verona (Verona, 1355 – dopo il 1443) è stato un pittore italiano.

## Biografia
Di Jacopo da Verona e della sua vita si hanno poche informazioni. Il primo a dedicare attenzione precisamente a questa figura fu Giuseppe Biadego, nel suo libro Il pittore Jacopo da Verona e i dipinti di S. Felice, S. Giorgio, S. Michele di Padova, del 1906.
In questo testo, Biadego affronta un nodo critico che al suo tempo vedeva gli storici dell’arte profondamente divisi: l’ipotesi, proposta da Joseph Archer Crowe e Giovanni Battista Cavalcaselle, secondo la quale Jacopo da Verona e Jacopo Avanzi sarebbero, di fatto, la medesima persona. Egli infatti, attraverso gli studi sulla vita del pittore, arriverà ad un punto di svolta confutando questa ipotesi.
La prima attestazione che ci è giunta circa Jacopo risale al 1388. Si tratta di un atto notarile che attesta un’investitura di terreni a favore di Jacopo, che vi viene definito “magistrum Jacopum pictorem condam domini Silvestri de S. Cecilia”. Da questa prima attestazione si comprende che è già indicato come pittore e che a quella data è residente nella Contrada di Santa Cecilia in Verona. Risulta inoltre essere figlio di Silvestro (già deceduto). In diverse altre attestazioni, come ad esempio l’estimo della Contrada del 1409, come anche in quelli successivi (del 1425 e del 1433) è sempre registrato a Santa Cecilia. Inoltre è possibile intuire che nel corso degli anni avesse aggiunto anche altre proprietà e dunque vantasse un certo grado di agiatezza. Gli estimi degli anni già citati, registrano Jacopo come possessore di somme importanti, seppur via via leggermente minori. Indubbio è lo status di autorevolezza raggiunto da Jacopo nella sua città d’origine all’inizio del XV secolo, confermato dalla sua presenza come teste in testamenti e contratti di terzi.
Il 7 aprile 1414, in procinto di partire per un pellegrinaggio a San Giacomo di Compostela, viaggio che al tempo doveva essere molto lungo e impegnativo, Jacopo decide di redigere un primo testamento (su cui tornerà anche nel 1423). In questo documento, oltre a disporre di essere sepolto nel cimitero di Santa Eufemia, sono significativi anche i lasciti familiari, che restituiscono un quadro generale dei componenti della famiglia al tempo. Essa era composta dalla moglie Agnese, la madre (anch’essa Agnese) e i due figli (ereditari in parti eguali), Battista e Silvestro. In un documento del 1396 era citato anche un altro figlio, Lamberto, che però muore nel 1399.
Una memoria amministrativa del Capitolo Veronese dell'anno 1493, ricorda Jacopo come vivente fino al 1442: si tratta di una nota di investitura del fondo di Marzana, redatta dal notaio e umanista Virgilio Zavarise.
Secondo Biadego, considerato che nel 1394, Jacopo aveva un figlio già pittore, si può facilmente dedurre che il 1355 costituisce un termine a quo, prima del quale non è possibile collocare la sua nascita, deducendo, dunque, che visse circa 90 anni. Ad avvalorare l’ipotesi del 1355 come anno di nascita, si aggiunge l’anagrafe contradale del 1425, nel quale il pittore veronese è segnalato come settantenne. A seguito delle sue ricerche circa la vita, la famiglia e gli spostamenti del pittore, Biadego riesce a sostenere la propria tesi nel dibattito critico: in primo luogo, fa notare un problema di ordine cronologico, nonché stilistico. Infatti i lavori attribuiti da Crowe e Cavalcaselle all’Avanzi, ovvero la cappella di San Giacomo (conosciuta anche come cappella di San Felice) e l’oratorio di San Giorgio, sono riferibili rispettivamente al 1377 e al 1379. Il ciclo pittorico dell’oratorio di San Michele realizzato da Jacopo da Verona (unica opera autografa e attestata), è invece databile al 1397, come riportato in un’iscrizione lapidea all’interno dell’oratorio. Come è stato constatato, la data di nascita di Jacopo da Verona è da ritenere non antecedente al 1355, il che rende poco plausibile, a parere di Biadego, l’ipotesi che nel 1377, poco più che ventenne, potesse aver raggiunto una tale maturità nella rappresentazione delle figure, e poi nel 1397 dimostrare un sostanziale retrocedere del suo percorso artistico. Cavalcaselle e Crowe per sostenere la loro tesi, ritennero che “l’inferiorità” della tecnica riscontrabile nell’oratorio fosse dovuta al pesante ricorso all’aiuto di assistenti e allievi; secondo Biadego si tratta di un’ipotesi troppo debole per affermare la sovrapposizione di queste due personalità: tale grande discrepanza smentisce di fatto l’ipotesi che i due pittori possano essere la stessa persona. Altro indizio che avvalora l’ipotesi di Biadego è presente nel registro della fraglia dei pittori del 1382. Questo registro è collegato alla realizzazione della Cappella di San Felice, al cui interno, secondo Crowe e Cavalcaselle, lavorarono sia Altichiero che Avanzo. In tale registro è presente, secondo i due critici, il nome di Avanzi, chiamato “Iacopo q. Lorenzo”, ritenendo fosse figlio di Lorenzo. Ma da quanto affermato dalle fonti di cui Biadego si serve, Jacopo da Verona era figlio di Silvestro, non di Lorenzo.
Purtroppo non si hanno fonti certe circa la formazione pittorica; si può, però, supporre che giunse a Padova al seguito di Altichiero, come collaboratore nell’oratorio di San Giorgio. Diverse opere conservate al Museo di Castelvecchio a Verona sono state in passato attribuite a Jacopo da Verona, nonché alcune importanti pagine e manoscritti miniati.

## Attività artistica

### Pittura
Unica opera certa di Jacopo da Verona è il ciclo di affreschi conservato nella Cappella Bovi, all'interno dell'odierno Oratorio di San Michele. La sua paternità è sicura per la presenza all'interno della cappella di una lapide dedicatoria, sulla quale è inciso, oltre il nome dell'artista, anche l'anno di realizzazione dei lavori, ovvero il 1397.
Oltre agli affreschi dell'Oratorio di San Michele sono state attribuite dalla critica a Jacopo da Verona altre opere pittoriche, situate principalmente in area veneta.
Pietro Toesca nell’edizione del 1927 di Storia dell’arte italiana, II, Il Trecento, ascrive a Jacopo il Polittico nella Chiesa di Boi di Caprino (Verona Museo di Castelvecchio) e i lacerti d'affresco sulla tomba di Ilario Sanguinazzi nell’ultima Cappella di sinistra agli Eremitani (Padova).
Nel 1944 Sergio Bettini nell'opera Giusto de Menabuoi e l’arte del Trecento, ravvisa la mano di Jacopo da Verona nei frammenti della decorazione a fresco nella Cappella di San Lodovico all’interno della Chiesa di San Benedetto, già distrutti nel corso del 1500, e riscoperti nel 1942 durante i lavori di restauro, assieme a due busti inscritti in medaglioni "(…) non credo difficile ravvisare in tale pittura altichieresca, ma di plastica risecchita in linee rigide, e di tinte vinose, il modesto e impacciato eloquio di quel Jacopo da Verona che nel 1397 doveva dipingere, pure a Padova, l’Oratorio di San Michele".
Un altro riferimento a Jacopo, come collaboratore di Altichiero da Zevio, viene segnalato nel 1958 nel catalogo della Mostra Da Altichiero a Pisanello, infatti viene attribuita a Jacopo una tavola con l’Epifania oggi a Brera.
Il nome di Jacopo ritorna in un articolo di Carlo Ludovico Ragghianti del 1961, a proposito di alcuni inserti ritrattistici del Battistero di Padova e della Cappella Belludi al Santo, nei quali lo studioso ipotizzava si potesse riconoscere la mano del pittore veronese.
Molto importante per la ricerca riguardo alle opere attribuite a Jacopo da Verona è ciò che scrive Gian Lorenzo Mellini nel 1962; infatti in questo studio individua molte opere che possono essere ricondotte alla mano del pittore veronese. Tra queste egli indica degli affreschi nella Cappella Sanguinacci agli Eremitani, degli affreschi all’interno della chiesa di San Benedetto, riprendendo quindi un'ipotesi formulata dal Bettini nel 1944, gli affreschi ai lati della Cappella della Madonna Mora nella Basilica di Sant'Antonio a Padova, ipotesi in realtà confutata da Giacomo Guazzini nel 2015 attribuendo gli affreschi a Giotto, la tavola raffigurante un'Epifania come era stato già ipotizzato nel catalogo a cura di Magagnato appena sopra citato, degli inserti ritrattistici nei registri inferiori del Battistero di Padova, ipotesi già proposta da Ragghianti nel 1961 ed infine dei disegni per delle medaglie carraresi.
Nel corso del 1968 Mirella Levi D'ancona propone la seguente cronologia per le opere pittoriche padovane attribuite all’artista:
- 1382 - 1384 due affreschi nell’Oratorio di San Giorgio: la Decollazione di Santa Caterina e i Funerali di Santa Lucia, attribuzione che la studiosa formula sulla base del confronto con gli affreschi della Cappella Bovi e ad una firma identificata e letta sia da Ernst Forster che da Pietro Selvatico, sotto la seconda scena;
- 1391 – 1394 affreschi nella Cappella di San Lodovico nella Chiesa di San Benedetto, distrutti durante il bombardamento anglo-americano dell’11/03/1944, concordando quindi con l'ipotesi di Bettini;
- 1397 – 1400 affresco rappresentante Due Santi che presentano un donatore alla Vergine Maria situato nella Cappella Sanguinacci all’interno della Chiesa degli Eremitani, molto rovinato, da raffrontarsi con la scena Morte della Vergine in San Michele.

Nel 1973 la storica dell'arte Francesca Flores D'Arcais pubblica un interessante articolo nel quale, dopo una puntuale descrizione dell'apparato iconografico della Cappella Bovi, cita Sergio Bettini confermando la proposta di attribuire a Jacopo da Verona i medaglioni delle finestre dell'ormai distrutta Cappella di San Lodovico in San Benedetto.
Non è d'accordo con Mellini per quanto riguarda l'attribuzione degli Angeli ai lati della Madonna Mora al Santo, in quanto troppo rovinati per giudicarli correttamente; stessa posizione assume per gli affreschi della parte sinistra della Cappella Sanguinacci, attribuitigli anche da Mirella Levi d'Ancona.
Riconosce invece la mano di Jacopo nel Tondo a fresco raffigurante la Madonna col Bambino nella Chiesa degli Eremitani, nel Polittico Boi e nell'affresco della Tomba di Aventino Fracastoro sulla facciata di San Fermo a Verona (queste due ultime opere sono attualmente conservate al Museo di Castelvecchio a Verona).
Si interessa al pittore veronese anche Mauro Lucco, che nel 1977 individua la mano di Jacopo nello schema compositivo e nei tratti stilistici, nonché nei caratteri giotteschi e nel gusto altichieresco della Madonna col Bambino, proveniente dal chiostro del Capitolo alla Basilica del Santo a Padova (oggi conservata al Museo Antoniano della medesima città). Lucco continua attribuendo all'artista anche un trittico murale,ritrovato in stato frammentario nella chiesa di San Nicolò a Padova, raffigurante una Crocifissione; confessa invece la sua perplessità riguardo alle attribuzioni della D'Arcais a Jacopo, riconducendo dunque il Polittico Boi, l'affresco nella tomba Fracastoro e il tondo degli Eremitani ad Altichiero.
In seguito, nel 1992, l'attribuzione a Jacopo da Verona del lacerto di affresco nella Cappella Sanguinacci agli Eremitani viene recuperata da Anna Maria Spiazzi, ipotesi sostenuta in un saggio sulla pittura trecentesca patavina: Padova, in  La pittura nel Veneto. Il Trecento. All'interno dello stesso saggio la Spiazzi confuta la teoria di Flores d'Arcais, che vedeva come opera di Jacopo un tondo con Madonna con Bambino agli Eremitani, attribuendola invece ad Altichiero, appoggiando così l'ipotesi di Lucco.

### Miniatura
Tra le opere attribuite a Jacopo da Verona la critica ha segnalato anche alcuni manoscritti miniati. Tra gli studiosi che hanno formulato proposte in tal senso i primi furono Mellini e Folena, che nel 1962 attribuirono al pittore la Bibbia istoriata padovana, gli Antifonari della Collegiata di Monselice, il De Principibus Carrariensibus, la Cronica de Carrariensibus e gli Antifonari estensi.
Nel 1968 Mirella Levi D'Ancona accolse le proposte di Mellini e credette di riconoscere la firma di Jacopo da Verona nella c. 3r e nella c. 6v del manoscritto illustrato della Divina Commedia. La studiosa riconobbe inoltre delle analogie stilistiche tra quest'opera e gli affreschi dell'Oratorio di San Michele a Padova.
Nel 1974 Carl Huter nell'articolo Panel Paintings by illuminators. Remarks on a crisis of Venetian style articolò una tesi contraddittoria a Mellini sull'attribuzione delle miniature nella Bibbia istoriata padovana e gli Antifonari E18, E19, E22. Huter concordò nel riconoscimento di un unico autore dei suddetti manoscritti, ma scartò l'idea che vi fosse la mano di Jacopo da Verona, proponendo piuttosto un miniatore che denominò "Maestro della Bibbia padovana".
Nel 1990 Giordana Mariani Canova appoggiò le tesi di Mellini, salvo l'attribuzione di alcune miniature del De Principibus Carrariensibus; la studiosa rivide così la propria posizione poiché negli anni precedenti anch'essa aveva affermato di riconoscervi la mano del pittore veronese. Oltre alle opere già citate, Mariani Canova assegnò al veronese anche il ritratto del Petrarca presente nell'antiporta del Libro degli uomini famosi, traduzione in volgare del De viris illustribus.
Nel 1999 Marta Minazzato scrisse la scheda sull'Antifonario e Responsoriale dall'Epifania alla Domenica in quinquagesima, corale che fa parte di una serie di sei Antifonari responsoriali festivi e feriali. Riprese così il dibattito sulla carriera di miniatore di Jacopo da Verona esponendo le tesi conflittuali di Mellini e Huter sopra riportate. La studiosa, infine, confermò l'ipotesi di entrambi dell'intervento di un unico miniatore nella Bibbia istoriata padovana e negli Antifonari della Collegiata di Monselice, ma non riconobbe la mano di Jacopo da Verona.
Nel 2004 Marta Minazzato nella voce Jacopo da Verona del Dizionario biografico dei miniatori italiani mise in dubbio l'attività di miniatore dell'artista veronese, confutando tutte le precedenti attribuzioni.